# God Told Me To
God Told Me To (br: Foi Deus Quem Mandou) é um filme americano de 1976, escrito e dirigido por Larry Cohen.

## Elenco
- Tony Lo Bianco (Det. Lt. Peter J. Nicholas)
- Richard Lynch (Bernard Phillips)
- Mike Kellin (Deputy Police Commissioner)
- Robert Drivas (David Morten)
- Sam Levene (Everett Lukas)
- Sylvia Sidney (Elizabeth Mullin)
- Sandy Dennis (Martha Nicholas)
- Deborah Raffin (Casey Forster)
- Sammy Williams (Harold Gorman)
- Jo Flores Chase (Mrs. Gorman)